# Violence Jack
Violence Jack (バイオレンスジャック?, Baiorensu Jakku) è un manga di Gō Nagai, pubblicato da diverse case editrici tra il 1973 e il 1990 e trasposto anche in una serie di tre OAV prodotta tra il 1986 e il 1990. Questi OAV sono stati pubblicati negli Stati Uniti, Italia, Francia, Regno Unito e Nuova Zelanda. In alcuni di questi paesi, i contenuti degli OAV hanno causato problemi di censura, mentre in Australia il secondo OAV è stato bandito. Si tratta di una delle opere più impegnative ed estreme di Go Nagai sia per le tematiche affrontate che per le scene di violenza. Ha richiesto diversi decenni per essere conclusa ed è stata serializzata in numerose unità narrative indipendenti, ma che formano un'unica saga coesa e protesa verso un finale che il Maestro Nagai ha concepito già negli anni settanta e che si è voluto prefissare di raccontare come se fosse uno degli obbiettivi fondamentali della sua carriera.
L'opera è considerata un caposaldo della storia del fumetto giapponese, realizzata da quello che viene riconosciuto come uno dei grandi maestri di quell'arte. Go Nagai, noto per le sue creazioni robotiche quali Mazinga, Goldrake e Jeeg Robot, qui si addentra in tematiche cupe e orrorifiche già affrontate in Devilman, strettamente connesso con la storia di Violence Jack.

## Trama

Copertina di "Violence Jack" vol.16 (Go Nagai Collection). Edizioni BD/J-Pop

Sembra una giornata come tante in una caotica Tokyo, una delle megalopoli più popolate del mondo. Però questo è un giorno destinato a cambiare le vite di milioni di persone: all'una e mezza del 10 settembre la capitale giapponese viene sconvolta da un terribile terremoto, che in breve trasforma l'intera pianura del Kanto in un mare di fiamme. Il piccolo Ryu Takuma, un bimbo viziato e povero di spirito, si trova scagliato in quell'inferno senza nessuno che possa dargli una mano: solo la sua forza di volontà potrà aiutarlo a superare quell'inferno e a sopravvivere nel Kanto post-apocalittico. Una terra dominata dalla violenza, dove solo un uomo può sovrastare sugli altri: Violence Jack.
Il piccolo Ryu Takuma, salvatosi per miracolo dal terribile terremoto che ha sconvolto la pianura del Kanto, si sta riorganizzando una vita assieme a un gruppo di bambini rimasti orfani come lui. Tuttavia vivere nel deserto senza legge che è diventata Tokyo non è una cosa facile: bande di malviventi disposti a tutto scorazzano per la pianura e anche Takuma e i suoi amici sono spesso costretti a donare il loro cibo a un gruppo di ragazzi più forti di loro. Le cose sembrano però destinate a cambiare quando Takuma si imbatte in un misterioso gigante, di nome Violence Jack...
Ryu e il suo gruppo un giorno, fronteggiano una banda di teppisti che vuole avere il loro cibo. Nonostante siano più grandi e più forti, Ryu non cede minimamente a sottomettersi, fomentando ancora di più il gruppo dei suoi amici a non arrendersi. In loro aiuto compare Jack che si avventa sui bulli uccidendoli pochi secondi. Stupiti del loro improvviso salvatore, il gigante chiede della città vicina. Il ragazzo rivela che quella è Kanto Slum e che vi sono solo criminali e assassini. Ryu e i suoi amici per sopravvivere, catturano e uccidono topi e cani randagi portandogli in paese per essere sterilizzati e trasformati in salumi. Jack al gruppo di andare in città, offrendogli da mangiare cose prelibate. Bunta, il più piccolo del gruppo, affezionatosi a Jack è il solo a voler andare con lui, tutti gli altri ragazzi restano spaventati da questo invito, intuendo un grande pericolo. Ryu decide di seguire Jack per proteggere Bunta, accompagnato da Goro e un loro amico arciere. Giunti ai piedi della città, i criminali restano impauriti alla vista di Jack. Il gruppo va infine a mangiare al Ristorante di King: posto lussuoso esclusivo per ricchi e potenti. Preso posto i ragazzi mangiano abbondantemente, ma Jack rivela infine di non poter pagare, scatenando in loro il panico. Il responsabile chiama infine le guardie per giustiziarli. Jack dichiara che si trovano in una landa desolata senza governo e che quindi, i soldi non hanno più alcun valore, nonostante la gente del Kanto continui a usarli e che la sola cosa che si deve pagare in tale posto è l'uso della forza. Jack si scatena sbaragliando tutti i presenti. Incitato da Jack, Ryu reagisce uccidendo uno degli assassini. Alla vista della forza di Jack, nessuno dei criminali esterni osa avvicinarsi, dichiarando che ora giungerà il caos. Takuma furibondo dichiara che con quello che ha fatto, arriverà Slum King l'uomo più forte e temuto del Kanto. Jack incuriosito, fa ritorno in città per conoscerlo. Ryu decide di fargli da guida, dichiarando ai suoi compagni di avvertire tutti e i trecento bambini vagabondi, di andare al loro rifugio. Servendosi delle fogne, Ryu riporta Jack in città spiando da un tombino l'arrivo di Slum King che si rivela essere un uomo imponente quanto Jack, vestito completamente da antico guerriero samurai, accompagnato dalle dodici Slum Queen, tutte sue amanti e abili sicarie, addestrate come ninja da King stesso. Takuma rivela che King soffre di una particolare patologia muscolare: i suoi muscoli sono irregolari ed egli deve sempre fare in modo che facciano forza verso l'esterno, altrimenti distruggerebbero dall'interno le sue ossa e gli organi. L'armatura che King indossa è fatta di ferro pesante per contenere la forza dei suoi muscoli e che senza morirebbe. La medium Queen ascoltando la descrizione dei presenti, rivela a King che chi si è presentato in città è Violence Jack. Definendolo una catastrofe naturale che incita alla violenza chiunque, incontri, ammettendo che già due città dove egli si è presentato, sono state distrutte e tutti sono morti. Il Gedokai chiede infine di occuparsi della faccenda, King acconsente. Fatto ritorno al rifugio, Ryu incoraggia i suoi compagni per la battaglia imminente, dichiarando che con Jack vinceranno. In città King chiede a Queen di usare i suoi poteri, per sapere cosa succederà. La donna rivela che la forza del Gedokai è molto superiore dei trecento vagabondi e di Violence Jack, ma in modo confuso, vede un paesaggio infernale e che nulla è certo.

## Personaggio
Violence Jack (バイオレンスジャック?, Baiorensu Jakku) è il protagonista della serie. È un uomo gigantesco, alto circa 3 metri, con dei lunghi capelli neri.  È doppiato in giapponese da Tessho Genda (OAV) e da Akio Ōtsuka (Il pazzo mondo di Go Nagai). In italiano ha la voce di Francesco Pannofino (OAV) e di Raffaele Farina (Il pazzo mondo di Go Nagai)

Violence Jack nel secondo OAV

La fama di Jack nel Kanto è molto conosciuta, chiunque sente pronunciare il suo nome è preso dalla paura. Jack è conosciuto soprattutto perché dovunque vada, sembra che porti la rovina, lasciando decine di morti dietro di sé. Persino chi domina nel Kanto sa di lui e comprende quanto egli sia pericoloso.
L’arma che si porta sempre dietro Jack è un enorme Jack-knife, ma proprio per via della sua dimensione non sembra esserlo. L’arma di Jack sembra avere miracolose capacità rigenerative: quando la lama si stacca, ne rispunta subito un'altra.
Tuttavia Violence Jack è un nome datogli da tutte le persone che l’hanno visto, o hanno avuto a che fare con lui, o che conoscono la sua fama. Jack ammetterà di non sapere quale sia il suo vero nome e che non ricorda minimamente il suo passato o chi fosse prima. 
Col proseguire della storia, Jack mostrerà di avere diversi e misteriosi poteri: è in grado di parlare con gli spiriti dei morti, può comunicare telepaticamente o tramite i sogni, mostrare alle persone un possibile futuro in base alle scelte che fanno e sembra essere lui a causare i terremoti che si presentano nel Kanto. Jack sembra essere immortale, potendo guarire in pochi secondi da ferite mortali, o in altri casi rigenerare un occhio o un braccio perso in pochi secondi. Su di lui, le premonizioni riguardo al futuro, si annebbiano diventando incerte e poco chiare, indicando che Jack possa piegare il fato al suo volere. Gli animali vengono influenzati dalla sua violenza, diventando feroci e indomabili che eseguono la sua volontà. Jack possiede poteri di guarigione, in grado di salvare anche una persona che è sul punto di morire. In alcuni circostanze, nel Kanto, Jack ha avuto a che fare con spettri non morti. Poiché essi sono virtualmente immortali, Jack con i suoi poteri è in grado, di creare una dimensione che egli chiama cuscinetto che funge da confine tra il mondo dei vivi e quello dei morti, unico luogo dove gli spiriti diventano vulnerabili. Tutto ciò lascia intendere che Jack sia un’entità sovrannaturale che agisce per un bene più grande, istigando le persone comuni a combattere e ribellarsi a chi le sottomette. Jack sembra percepire l’oscurità dentro le persone e uccide chi ne è ormai corrotto.

## Manga
Il manga è stato serializzato sulle seguenti riviste:
- Weekly Shōnen Magazine dal n. 31 del 1973 (22 luglio 1973) al n. 40 del 1974 (29 gennaio 1974)
- Monthly Shōnen Magazine dal gennaio 1977 al dicembre 1978
- Manga Goraku dall'8 dicembre 1983 al 23 marzo 1990

In Italia il manga è stato pubblicato prima dalla Dynamic Italia, che ha però interrotto la pubblicazione dopo soli 4 numeri, e successivamente dalla d/visual, che ha ripreso la pubblicazione dal primo numero interrompendola al numero 19. In seguito è stato ripubblicato in volumi più spessi e concluso in 18 volumi dalla J-Pop.

### Violence Jack
L'opera completa comprende 45 volumi formato tankōbon. L'edizione italiana, stampata inizialmente dalle case editrici Dynamic Italia e D/Visual, è stata edita in versione completa in 18 volumi formato bunkoban negli anni 2016-2017 dalla casa editrice Edizioni BD.
I capitoli che risultavano inediti sono stati stampati nel 2018 nel volume 2 della raccolta Gogasha come storie one-shot, in Italia edita dalla Edizioni BD.

### Shin Violence Jack
A maggio 2005 sulla rivista Weekly Comic Bunch della Coamix è cominciata la serializzazione di una nuova serie, chiamata Shin Violence Jack (新バイオレンスジャック?, Shin Baiorensu Jakku). La pubblicazione è stata a cadenza irregolare, fermandosi ad agosto 2005 e riprendendo a novembre 2007, per poi finire ad aprile 2008 sul numero 17 di Weekly Comic Bunch. La serie è stata poi raccolta in 2 tankobon editi da Media Factory nel 2010.

## OAV
1. Harlem Bomber - Slum King (1986)
2. Hell City - Evil Town (1988)
3. Hell's Wind (1990)

I tre OAV sono stati pubblicati in Italia dalla Shin Vision in unico DVD nel luglio 2003.

## Altre apparizioni
Violence Jack appare anche nella serie di OAV Il pazzo mondo di Go Nagai.
Fa inoltre una comparsa nel videogioco Legend of Dynamic Goushouden: Houkai no Rondo per Game Boy Advance edito da Banpresto nel 2003.